# 96268 Tomcarr
96268 Tomcarr este un asteroid din centura principală, descoperit pe 20 septembrie 1995, de Timothy Spahr.